# 基督升天 (圣罗格大会堂)
基督升天（Ascensione）是威尼斯画家丁托列托的一幅布面油画，绘制于1578-1581年，位于威尼斯圣罗格大会堂。